# 28 cm SK L/50
28 cm SK L/50 — 283-миллиметровое корабельное артиллерийское орудие, разработанное и производившееся в Германской Империи. Применялось в Первой и Второй мировых войнах. Первоначально разработанное как корабельное орудие, в годы второй мировой войны оно нашло применение в береговой артиллерии. Как и другие германские 280-мм орудия того периода, имело фактический калибр 283 мм.

## Описание
Орудие представляет собой развитие более раннего орудия «Крупп 28 cm SK L/45» с удлинённым до 50 калибров стволом, для улучшения баллистики. Как и в предшественнике, в «28 cm SK L/50» был применён горизонтально-клиновой затвор «Крупп», вместо значительно более распространённого в то время поршневого затвора.
Орудия с поршневым затвором, как правило, снаряжались порохом в шелковых картузах. Применение же клинового затвора потребовало использования основного порохового заряда в гильзе, для обеспечения обтюрации ствола (дополнительный пороховой заряд по-прежнему снаряжался в картузе).
Во время второй мировой войны орудия использовались в береговой артиллерии. Для этого был разработан облегчённый снаряд с увеличенной начальной скоростью, а также создана четырёхорудийная башня береговой обороны «Drh LC/37». По одной такой башне было установлено в батареях «Гроссер Курфюрст» в Пиллау и «Коронель» на о. Боркум.